# Viola schmalhauseni
Viola schmalhauseni är en violväxtart som beskrevs av Rony och Fouc.. Viola schmalhauseni ingår i släktet violer, och familjen violväxter. Inga underarter finns listade i Catalogue of Life.